# Selección del candidato a vicepresidente del Partido Demócrata de 2024
Durante la campaña de reelección de Joe Biden para presidente de los Estados Unidos en 2024, se presumía que la vicepresidenta Kamala Harris recibiría la nominación del Partido Demócrata para un segundo mandato como vicepresidenta. Biden compitió en las primarias presidenciales demócratas enfrentándose sólo a una oposición simbólica y se convirtió en el presunto candidato el 12 de marzo de 2024. Sin embargo, el 21 de julio de 2024, en medio de preocupaciones sobre su edad y capacidad para servir como presidente, Biden anunció su retirada de las elecciones presidenciales y respaldó a Harris para reemplazarlo como candidato presidencial. Luego, Harris lanzaría su propia campaña presidencial y se convirtió en la presunta candidata al día siguiente.
Harris seleccionó al gobernador Tim Walz de Minnesota como su compañero de fórmula el 6 de agosto de 2024. Walz ganará formalmente la nominación a la vicepresidencia el 20 de agosto de 2024, en la Convención Nacional Demócrata de 2024.

## Proceso de selección
Harris obtuvo suficiente apoyo de los delegados para convertirse en la presunta nominada el 22 de julio. Según se informa, el proceso de investigación de posibles compañeros de fórmula de su campaña está a cargo de Eric Holder, ex-fiscal general de los Estados Unidos durante la presidencia de Barack Obama, junto con su bufete de abogados Covington & Burling.
Harris fue la único candidata calificada, con una votación nominal virtual que se llevó a cabo del 1 al 5 de agosto.
El 2 de agosto, The New York Times informó que la ex-subsecretaria de Estado para Diplomacia Pública y Asuntos Públicos, Elizabeth M. Allen, lideraría el equipo del compañero de fórmula de Harris y comenzaría a desempeñarse como jefa de gabinete al día siguiente.

## Anuncio
Politico informó el 30 de julio que Harris planeaba realizar un mitin con su compañero de fórmula elegido en Filadelfia el 6 de agosto, lo que generó especulaciones de que el elegido es el gobernador de Pensilvania, Josh Shapiro; sin embargo, un asistente de campaña de Harris advirtió contra la especulación sobre la elección de Filadelfia como sede de la manifestación. The New York Times informó que se esperaba que Harris hiciera un anuncio sobre su elección de compañero de fórmula horas antes del mitin en Filadelfia. En la mañana del 6 de agosto, a la espera de la decisión de Harris, el Servicio Secreto de Estados Unidos dijo que estaba listo para brindar seguridad rápidamente a quienquiera que fuera el compañero de fórmula.

## Proceso de investigación y desarrollos
Al 29 de julio de 2024, varios medios de comunicación informaron que Andy Beshear, Mark E. Kelly, Josh Shapiro y Tim Walz estaban en la lista de candidatos de Harris.
Un funcionario informó a ABC News el 23 de julio que Kelly y Shapiro eran los principales candidatos, mientras que otra fuente le dijo a Talking Points Memo al día siguiente que Roy Cooper era una de las principales opciones adicionales. El 23 de julio, el Financial Times informó que Cooper, Kelly y Shapiro se habían convertido en los favoritos, mientras que los donantes preferían a Cooper o Shapiro y los «demócratas de Hollywood» respaldaban a Kelly.
El 24 de julio, The New York Times informó que Walz también estaba «bajo seria consideración».
El 26 de julio, The Washington Post informó que Cooper, Kelly y Shapiro encabezaban la lista de candidatos de Harris, según personas cercanas a la campaña. MSNBC también informó que los tres favoritos encabezan una lista cada vez más corta. Bloomberg News, sin embargo, informó el 27 de julio que Kelly, Shapiro y Walz fueron los tres finalistas. El 28 de julio, USA Today informó que Andy Beshear era «uno de los posibles compañeros de fórmula más destacados» que estaba siendo examinado por la campaña de Harris. El 29 de julio, CNBC informó que el secretario de Transporte, Pete Buttigieg, estaba en la lista corta como compañero de fórmula de Harris. El 29 de julio, The New York Times informó que Cooper había retirado voluntariamente su nombre de la consideración.
El 30 de julio, The Hill informó que varios líderes progresistas y grupos políticos habían instado a Harris a elegir a Beshear o Walz como su compañero de fórmula en lugar de Shapiro, en un intento de consolidar grupos de votantes clave y la base demócrata. Politico informó el 30 de julio que Harris planeaba entrevistar a posibles compañeros de fórmula en los días siguientes.
The Hill también informó el 30 de julio que, si bien Harris aún no había finalizado su elección de compañero de fórmula, planeaba hacer campaña con su eventual elección en varios estados en disputa la semana siguiente. Ese mismo día, CBS News informó que Harris comenzaríaa entrevistar a los candidatos de su lista corta al día siguiente, y que Beshear, Buttigieg, Kelly, Shapiro y Walz serían citados como la lista de «primer nivel» de la campaña. Sin embargo, un informe de CNN del mismo día citó a Kelly, Shapiro y Walz como «principales contendientes», mientras que personas cercanas al proceso de selección afirmaron que Beshear y Buttigieg no eran los principales contendientes a pesar de estar «en conversación».
El 1 de agosto, NBC News informó que el equipo de investigación de la campaña de Harris se había reunido formalmente con seis finalistas: Beshear, Buttigieg, Kelly, Shapiro, Walz y el gobernador de Illinois, J. B. Pritzker. Pritzker había negado previamente haber recibido materiales de investigación en julio; sin embargo, hacia finales de mes se informó que se había sometido a dos entrevistas de investigación. Ese mismo día, Bloomberg News y Politico informaron que el equipo de investigación de Harris se había reunido en privado con Kelly y Shapiro. The New York Times informó ese día que se había completado el proceso de investigación, dirigido por Eric Holder. Ese mismo informe encontró que de los seis finalistas, Shapiro, Kelly y Walz fueron considerados los principales contendientes, aunque reconoció que Beshear, Buttigieg y Pritzker eran parte de los seis finalistas a los que Harris se había reducido. El 4 de agosto, Harris entrevistó a Shapiro, Kelly y Walz en persona en la Rotonda del Observatorio número 1, como finalistas. Después de esto, el 5 de agosto, se informó que la selección se redujo a Walz y Shapiro. Sin embargo, Harris no se decidió el 5 de agosto y decidió «dormir sobre ello» e informar a su compañero de fórmula por la mañana.

### Finalistas
El 4 de agosto, USA Today informó que los dos finalistas eran Shapiro y Walz.

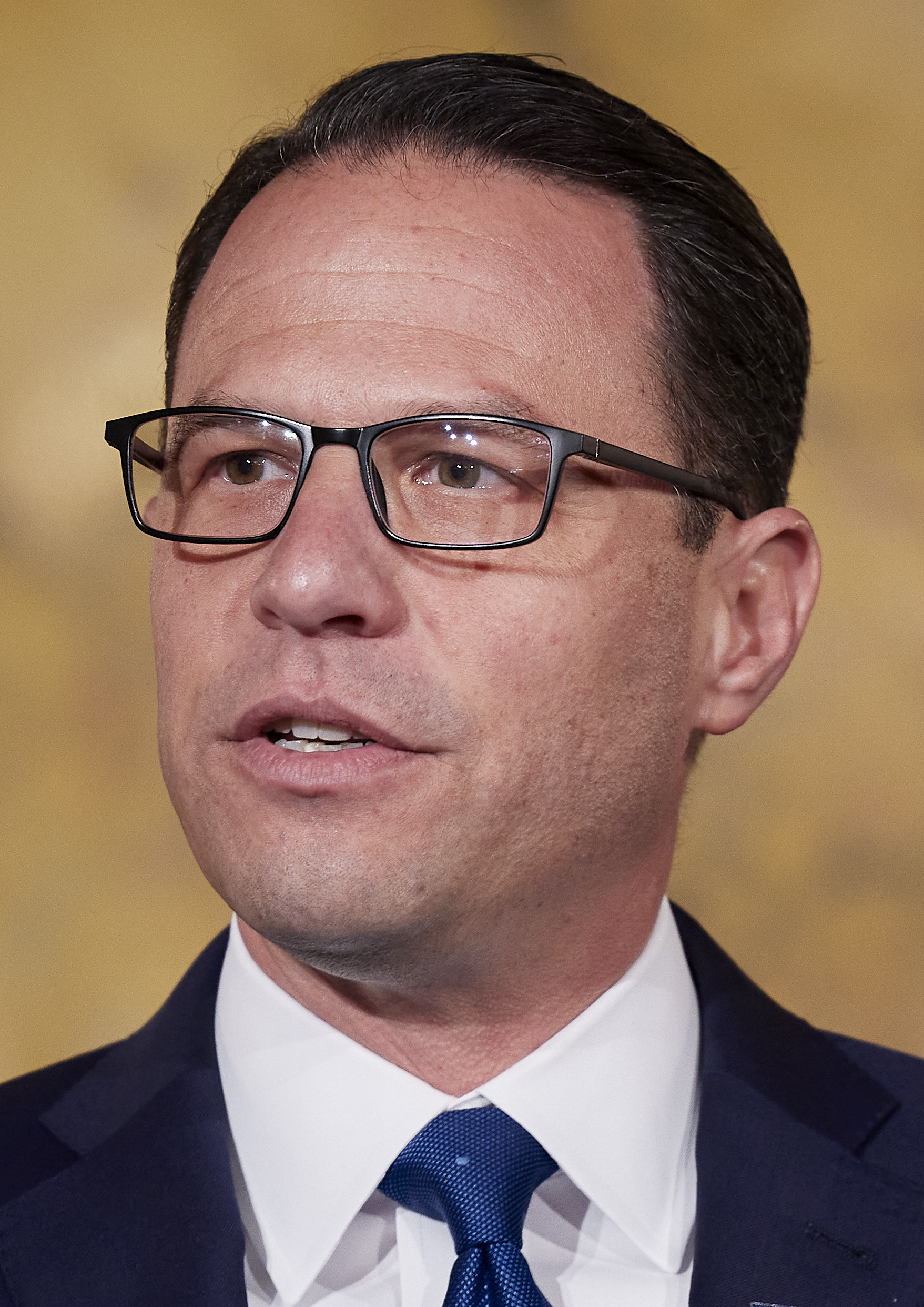
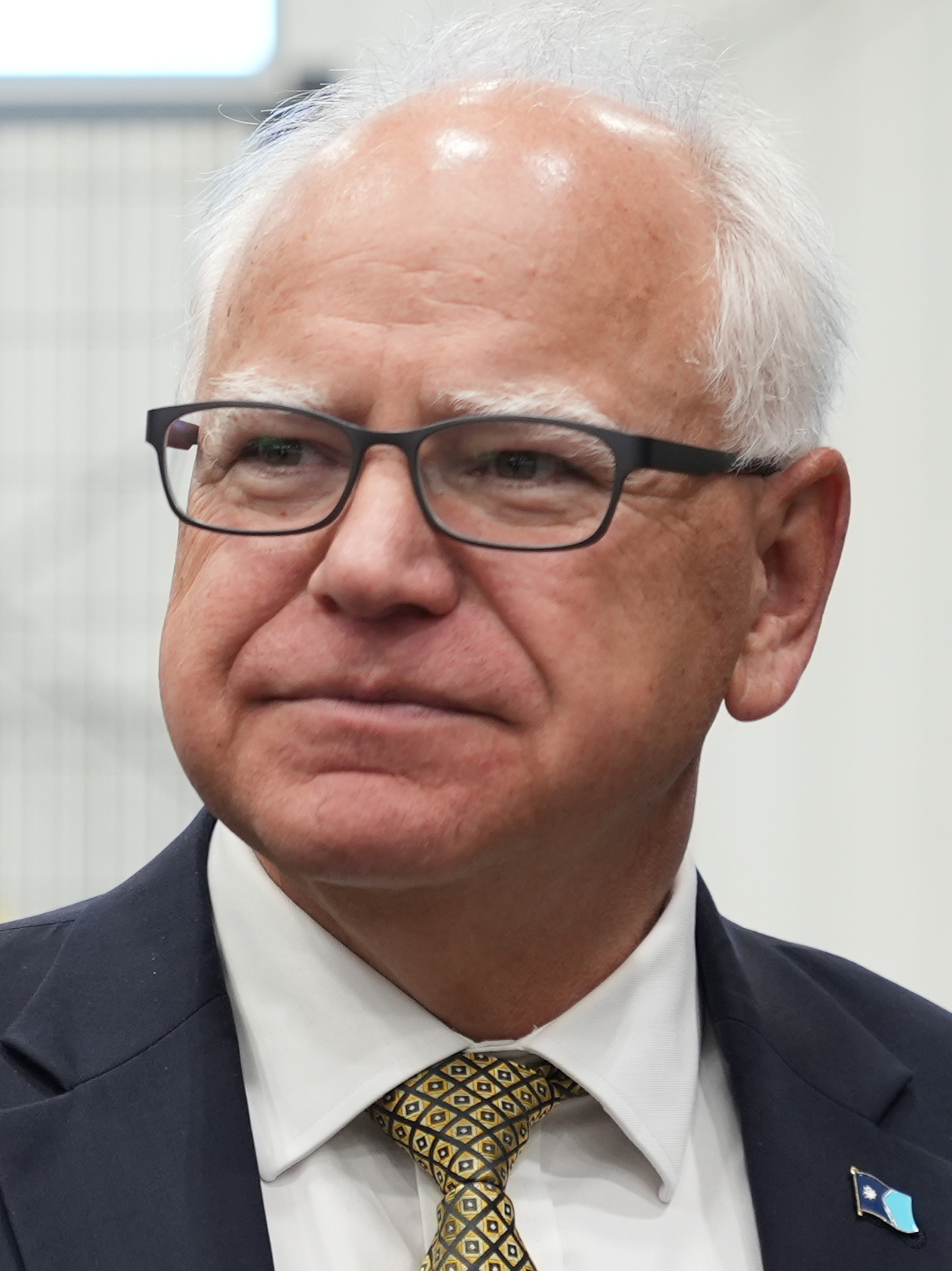

- Gobernador
Josh Shapiro
de Pensilvania
(2023-presente)
- Gobernador
Tim Walz
de Minnesota
(2019-presente)

### Lista corta
El 1 de agosto, NBC News y The New York Times informaron que la lista final incluía a Andy Beshear, Pete Buttigieg, Mark E. Kelly, J. B. Pritzker, Josh Shapiro y Tim Walz.

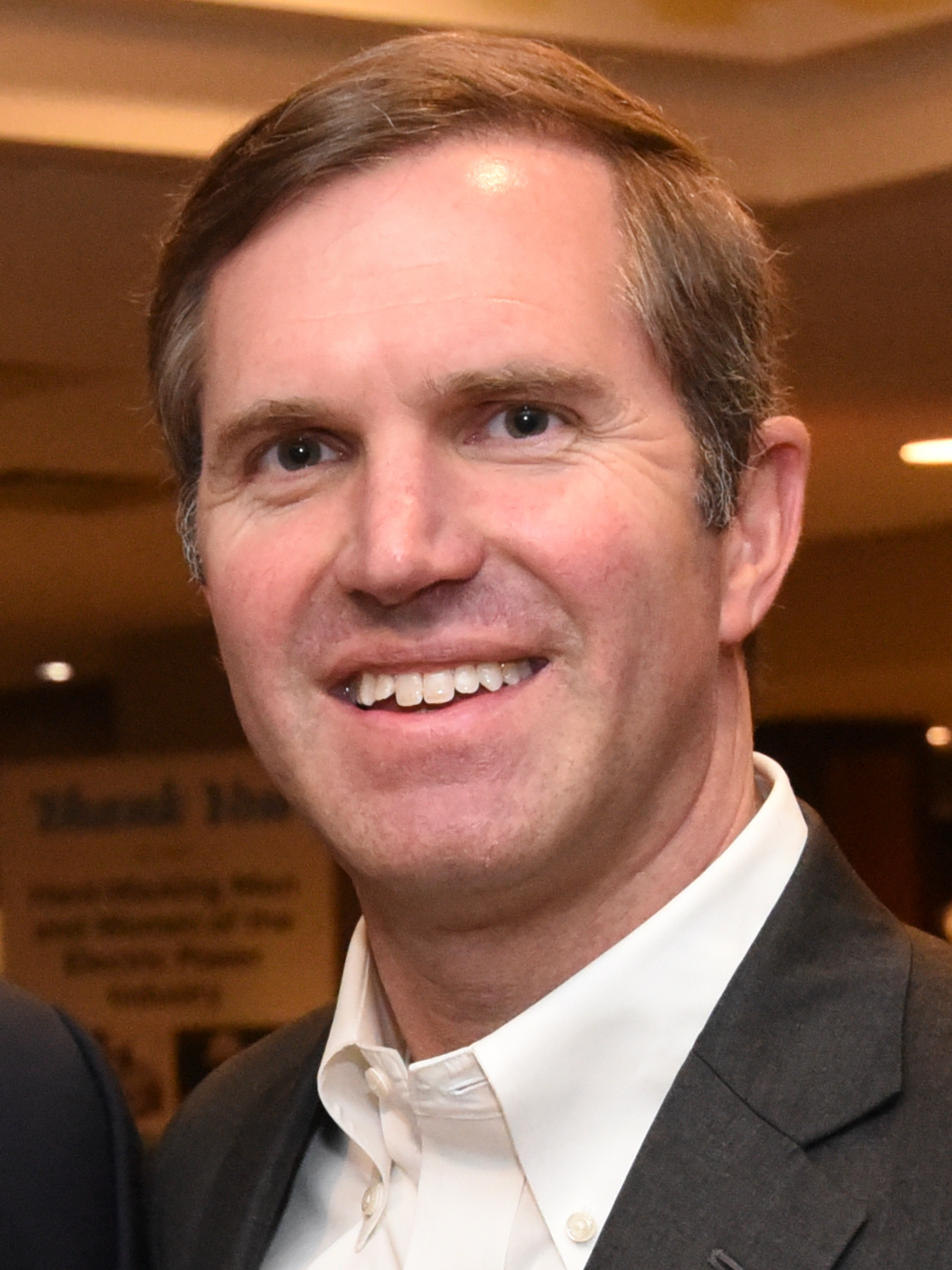
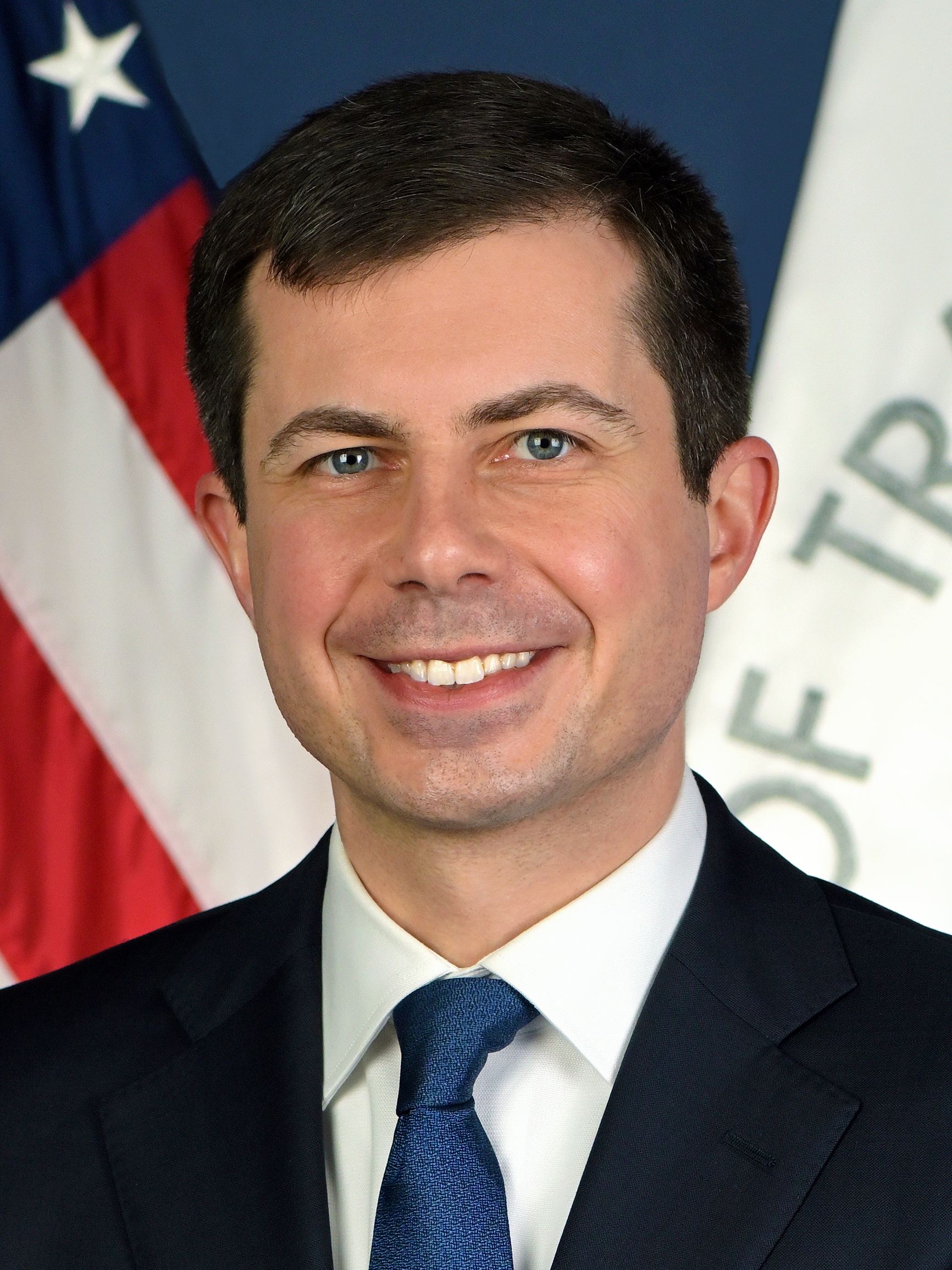
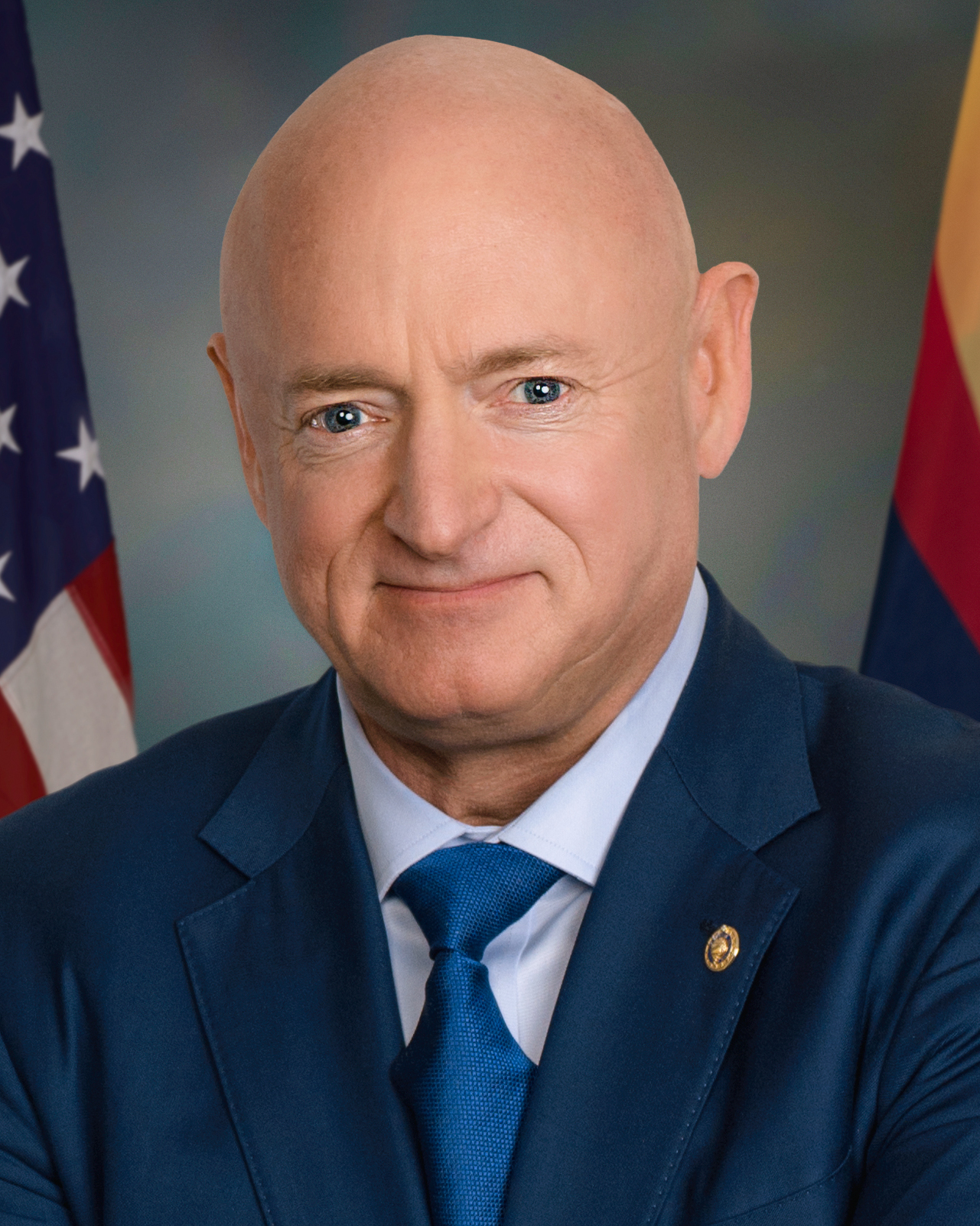
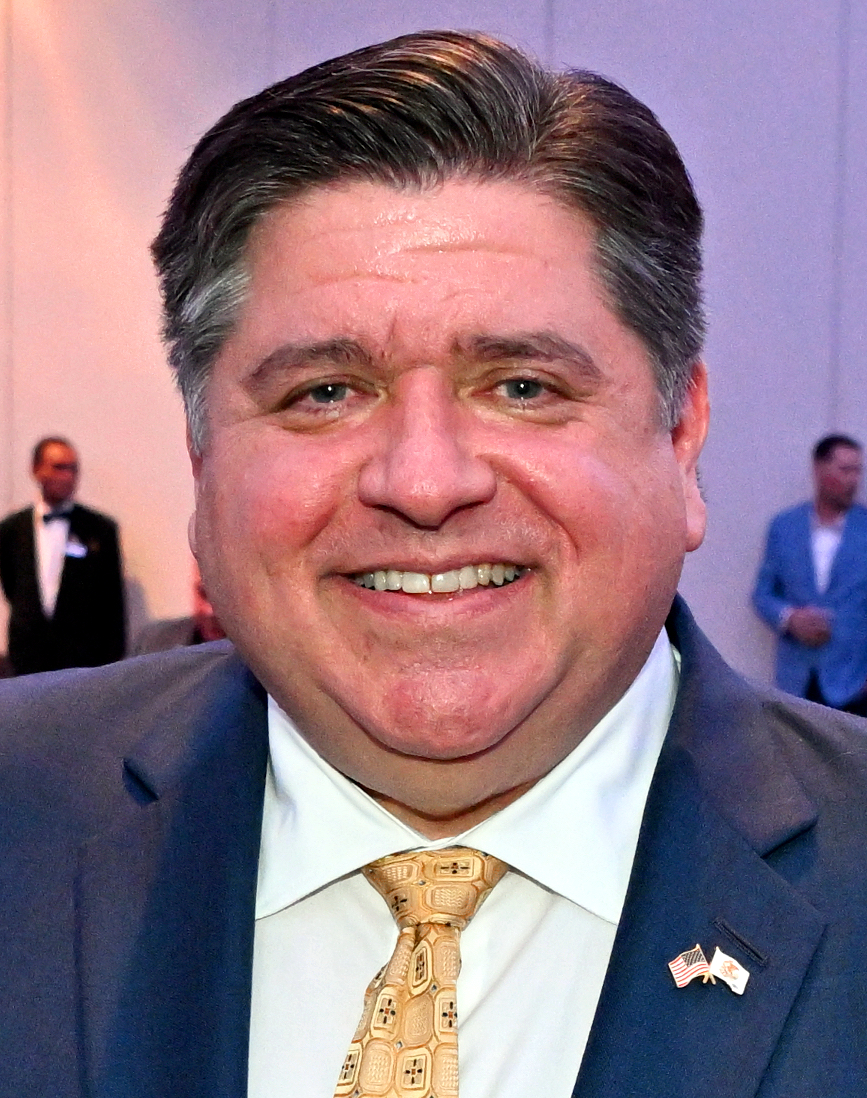

- Gobernador
Andy Beshear
de Kentucky
(2019-presente)
- Secretario de Transporte
Pete Buttigieg
de Míchigan[a] 
(2021-presente)[34]
- Senador
Mark E. Kelly
de Arizona
(2020-presente)
- Gobernador
J. B. Pritzker
de Illinois
(2019-presente)

### Examinados formalmente
Según se informa, los siguientes candidatos recibieron materiales de investigación de la campaña de Harris el 23 de julio de 2024 o, según se informa, estaban siendo considerandos para recibirlos. A pesar de figurar como una contendiente seria, la gobernadora de Míchigan, Gretchen Whitmer, declaró el 29 de julio que nunca recibió ningún material de investigación y se negó a ser considerada, prefiriendo cumplir el resto de su mandato.

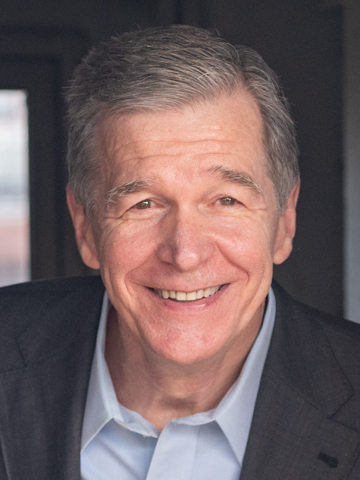
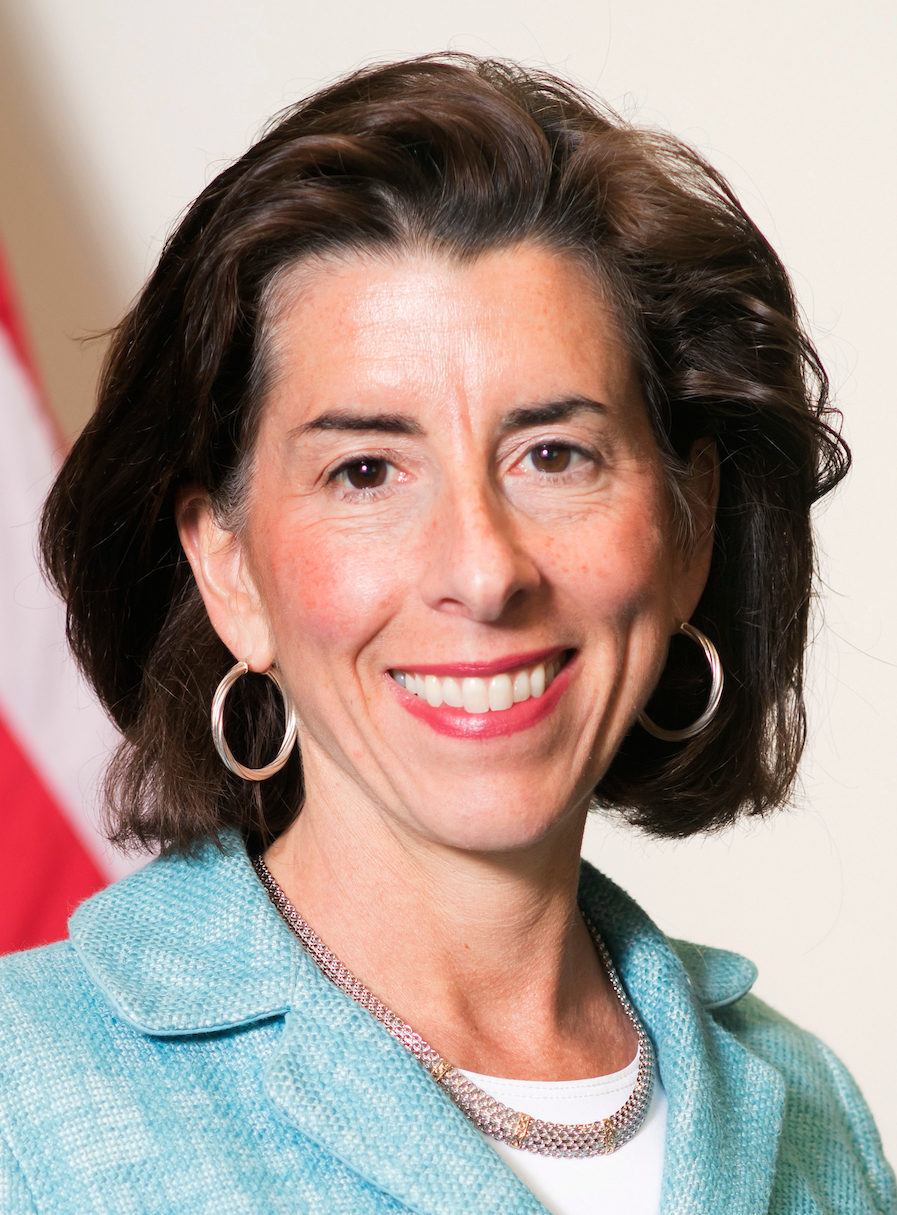

- Gobernador
Roy Cooper
de Carolina del Norte
(2017-presente)[21]
(se retiró)
- Secretaria de Comercio
Gina Raimondo
de Rhode Island
(2021-presente)[40]

## Especulación mediática sobre posibles candidatos
Los siguientes eran individuos que se especulaba que serían considerados como compañeros de fórmula del nuevo candidato presidencial, pero no se informó que hubieran sido examinados ni considerados seriamente de otro modo.

### Miembros del Congreso

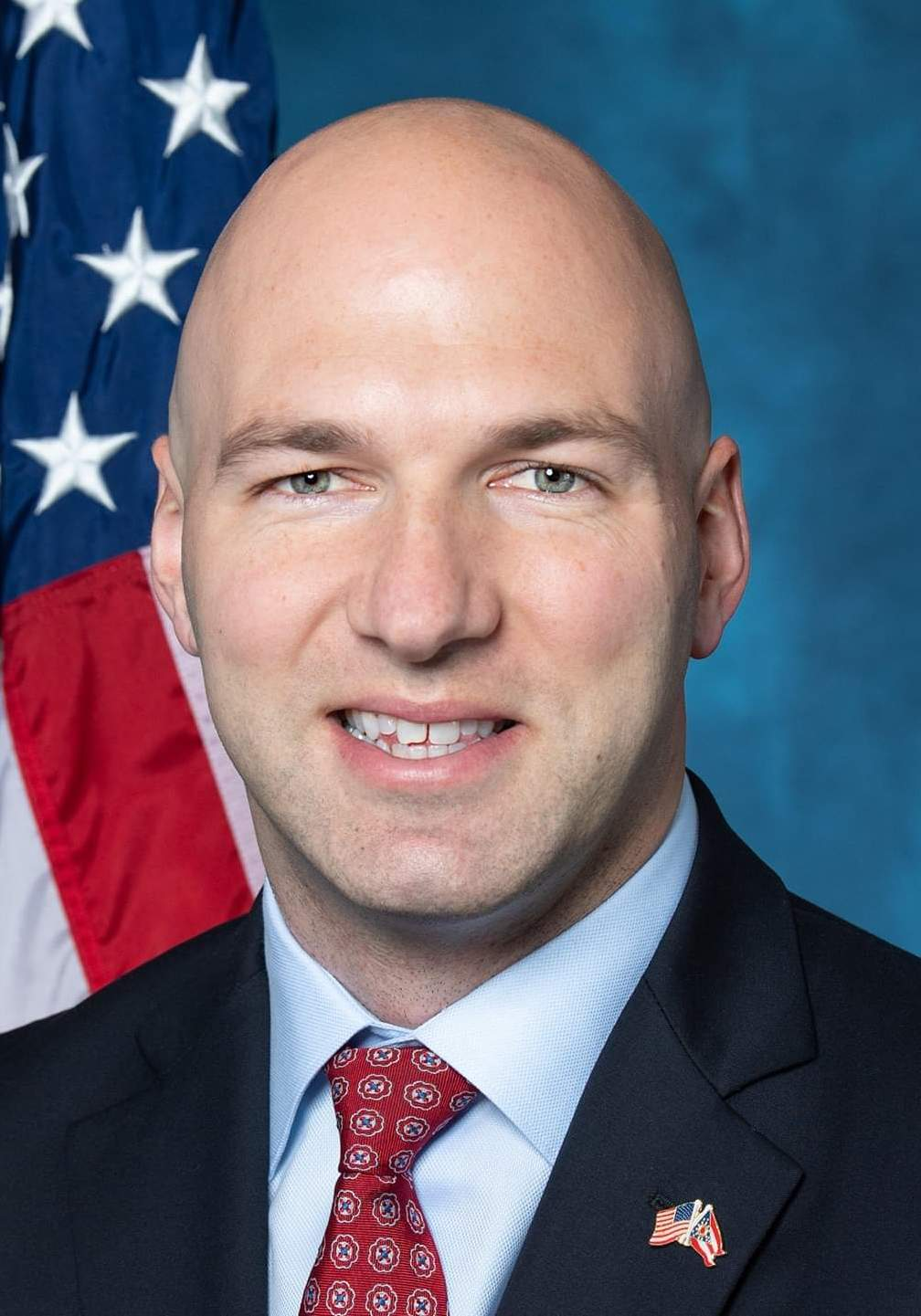
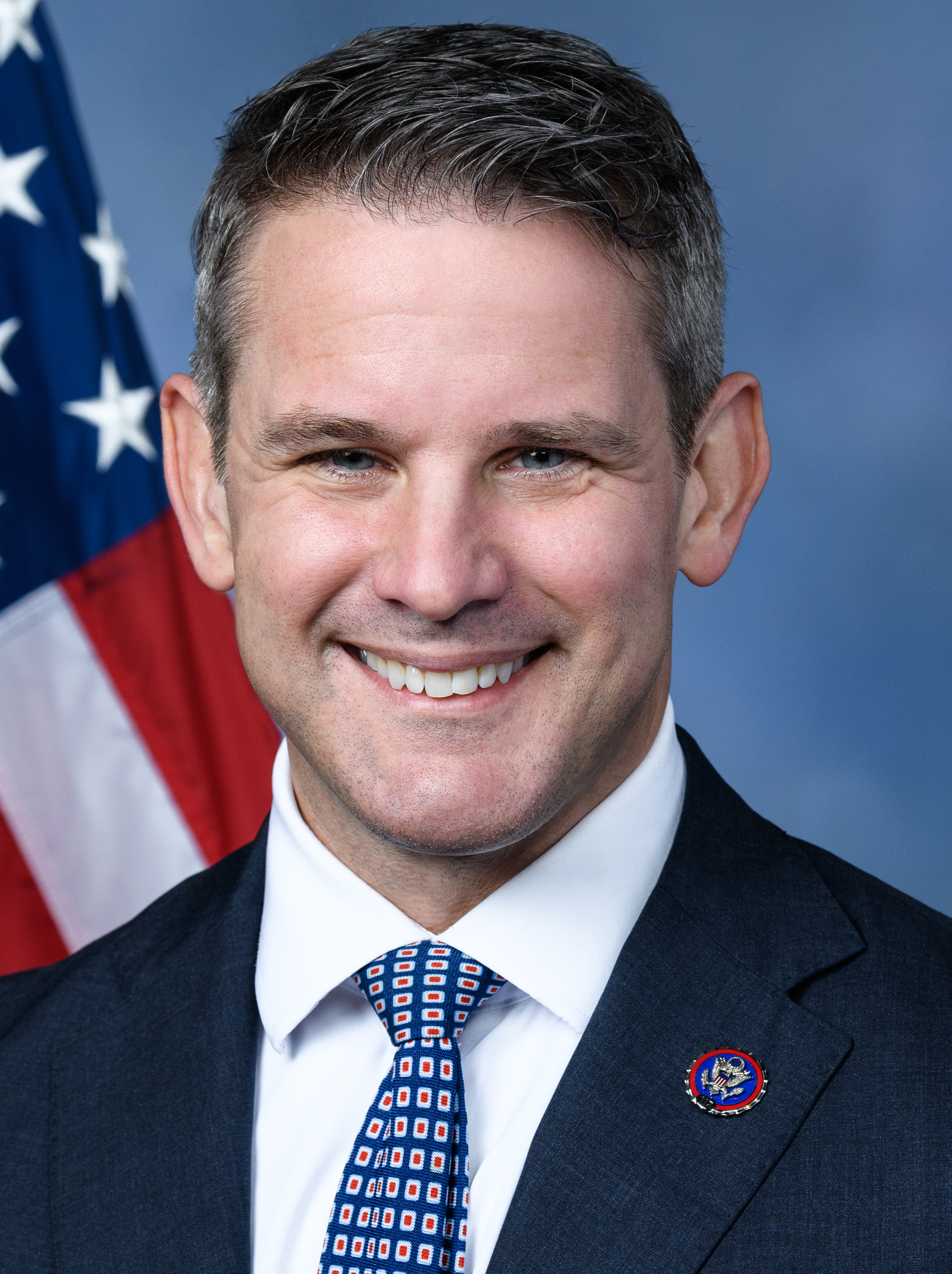
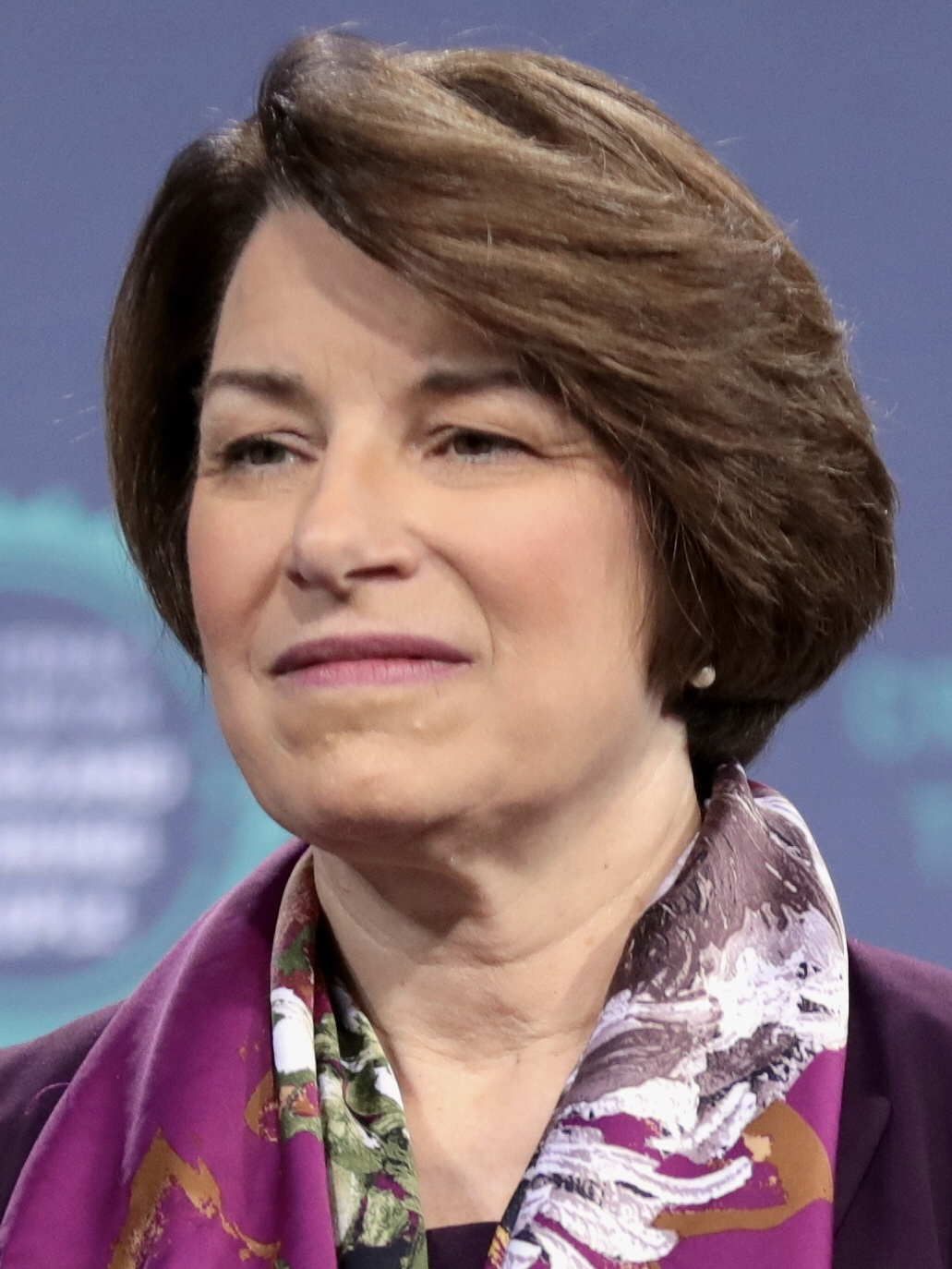
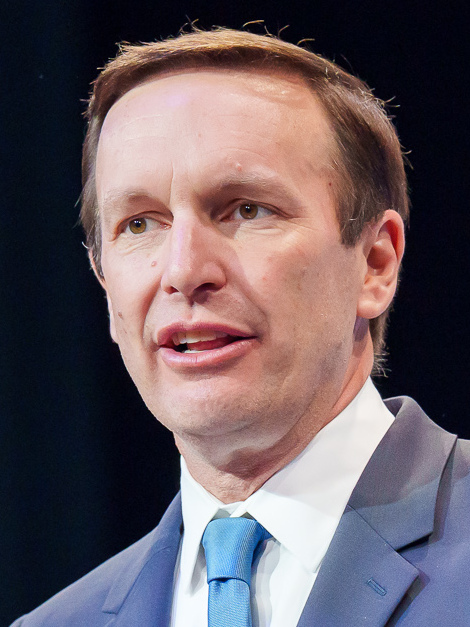
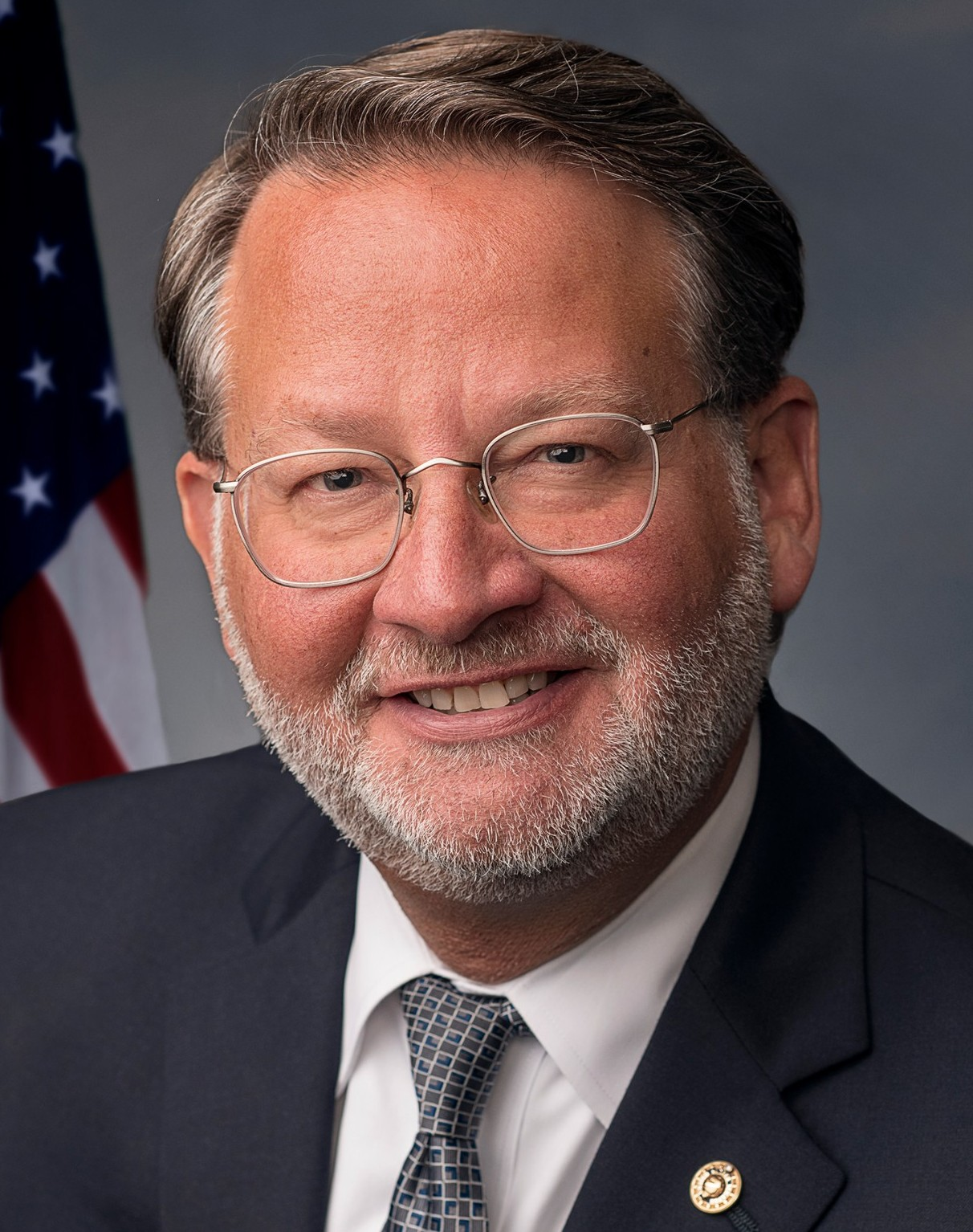
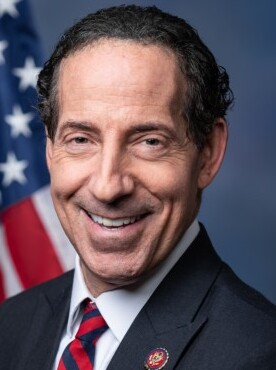
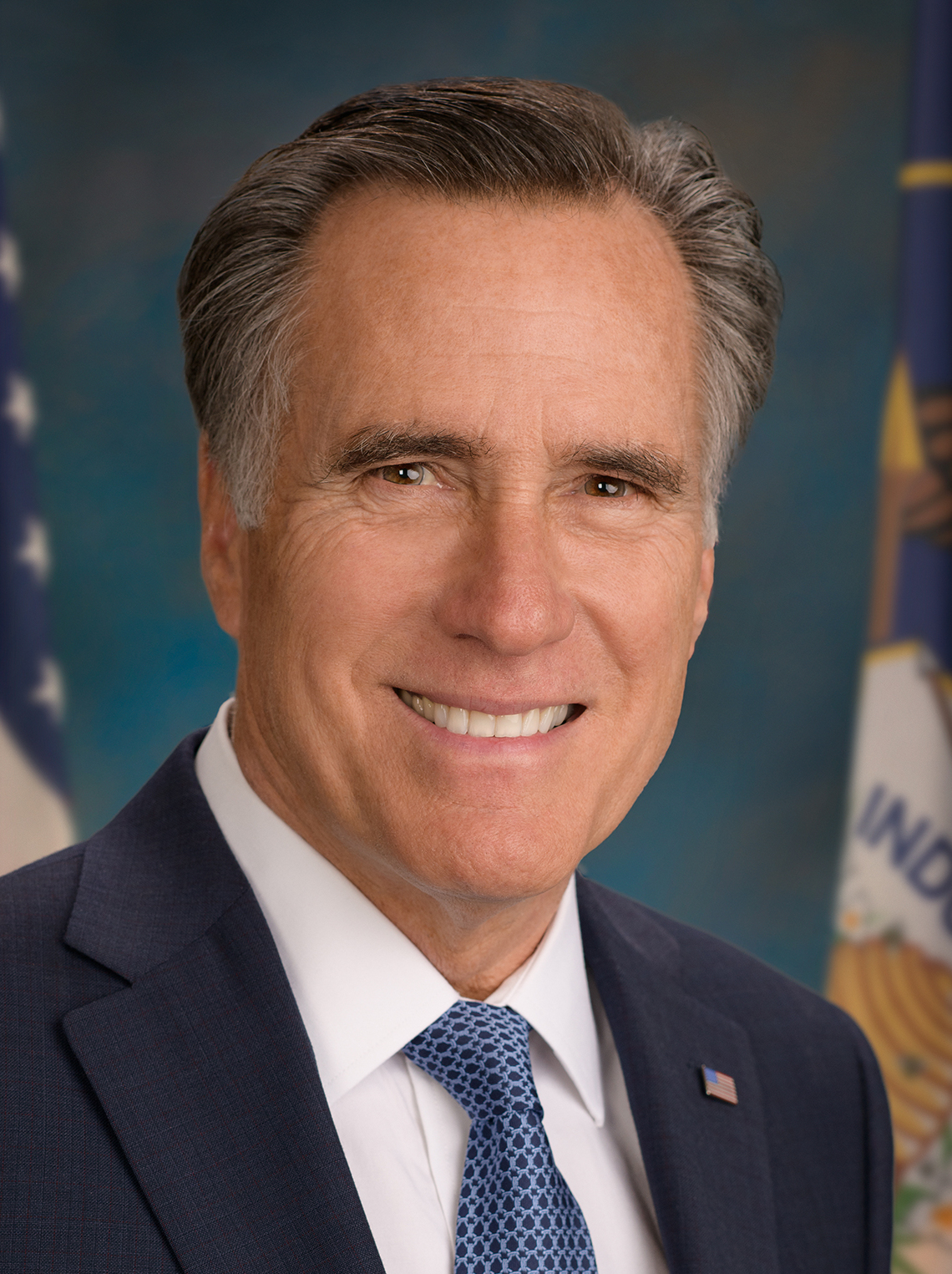
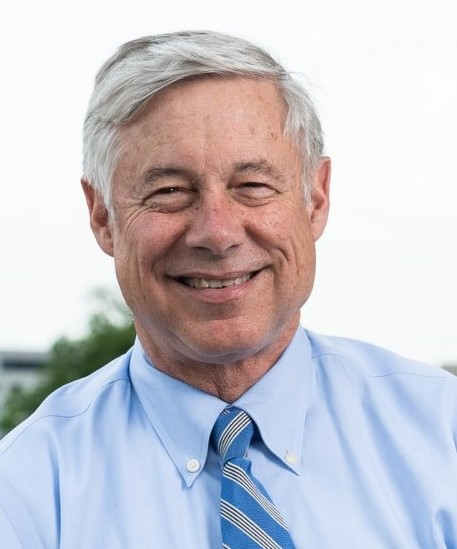
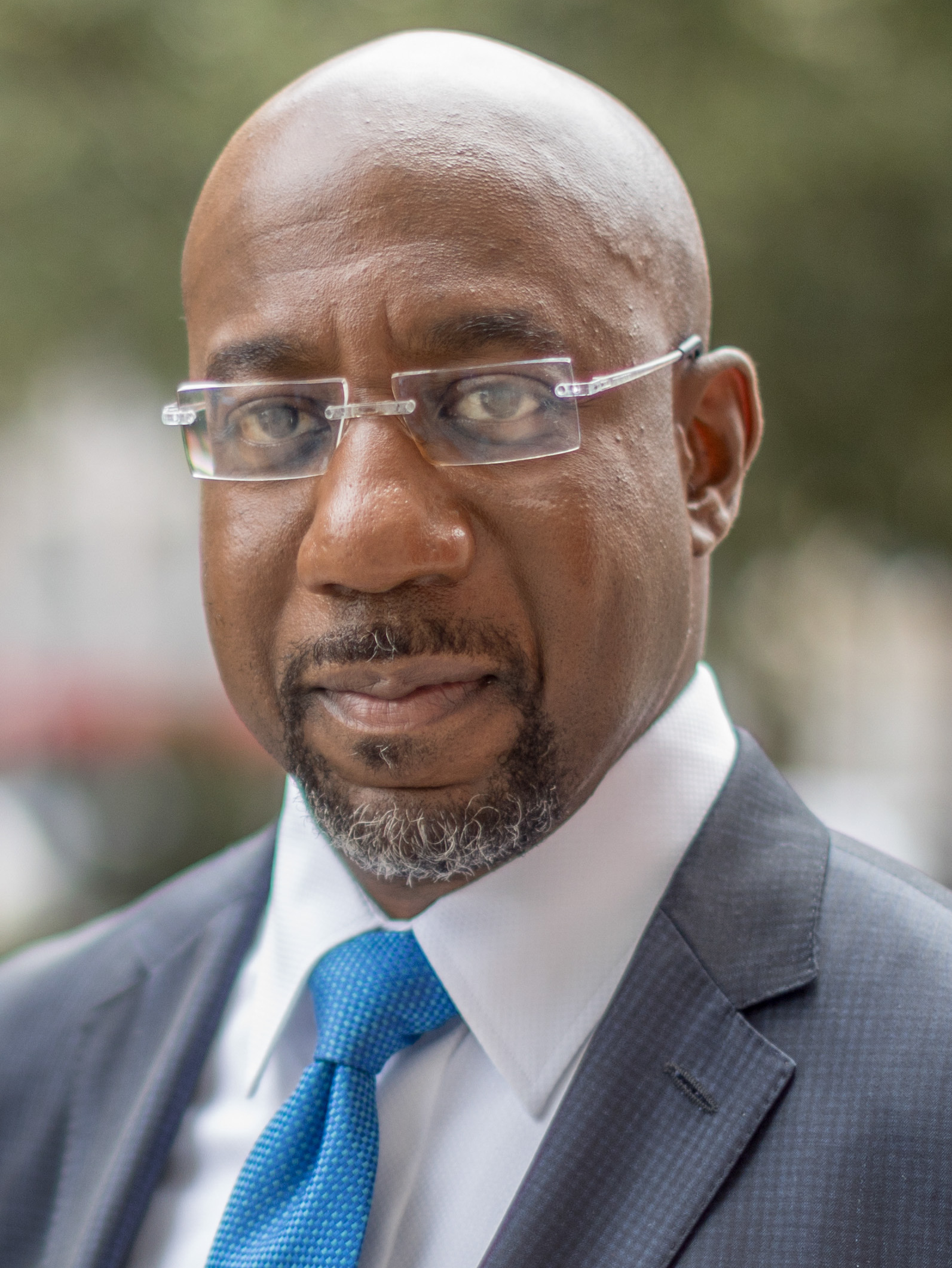

- Representante
Anthony Gonzalez
de Ohio
(2019-2023) (Republicano)[41]
- Representante
Adam Kinzinger
de Illinois
(2011-2023) (Republicano)[41]
- Senadora
Amy Klobuchar
de Minnesota
(2007-presente)[42][34]
- Senador
Chris Murphy
de Connecticut
(2013-presente)[43]
- Senador
Gary Peters
de Míchigan
(2015-presente)[44]
- Representante
Jamie Raskin
de Maryland
(2017-presente)[45]
- Senador
Mitt Romney
de Utah
(2019-presente) (Republicano)[41]
- Representante
Fred Upton
de Míchigan
(1987-2023) (Republicano)[41]
- Senador
Raphael Warnock
de Georgia
(2021-presente)[34]

### Gobernadores

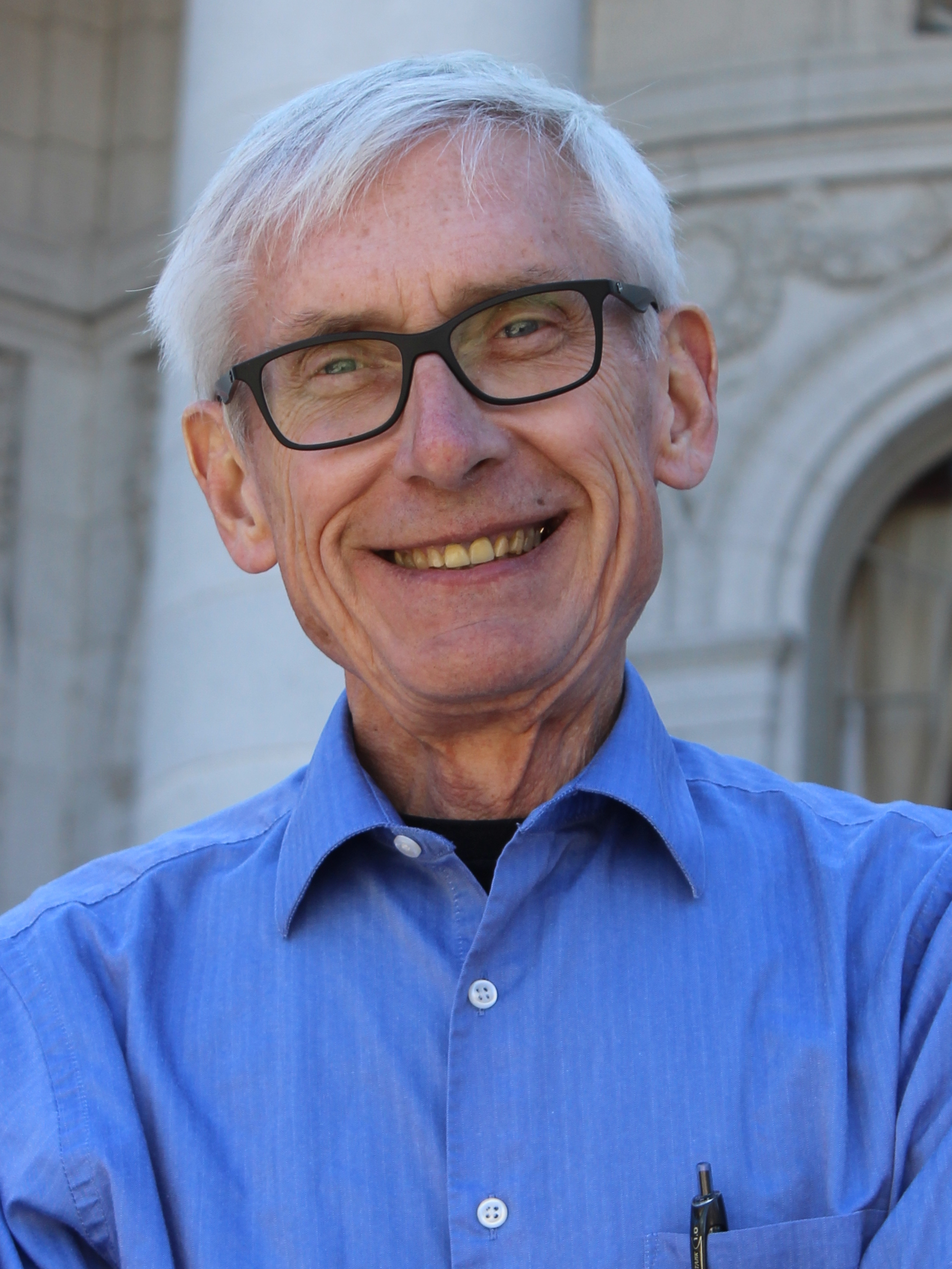
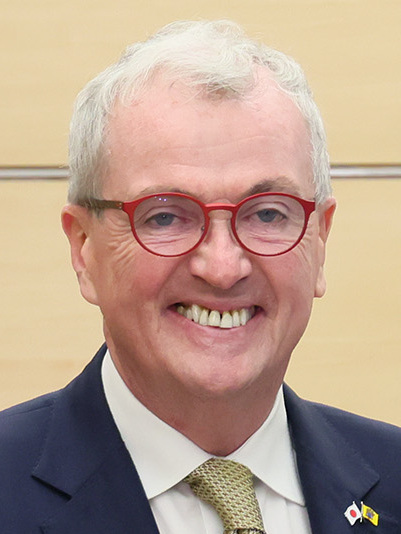
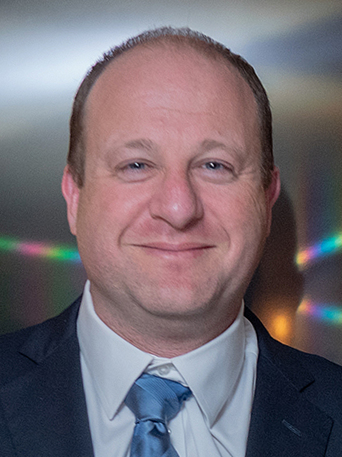
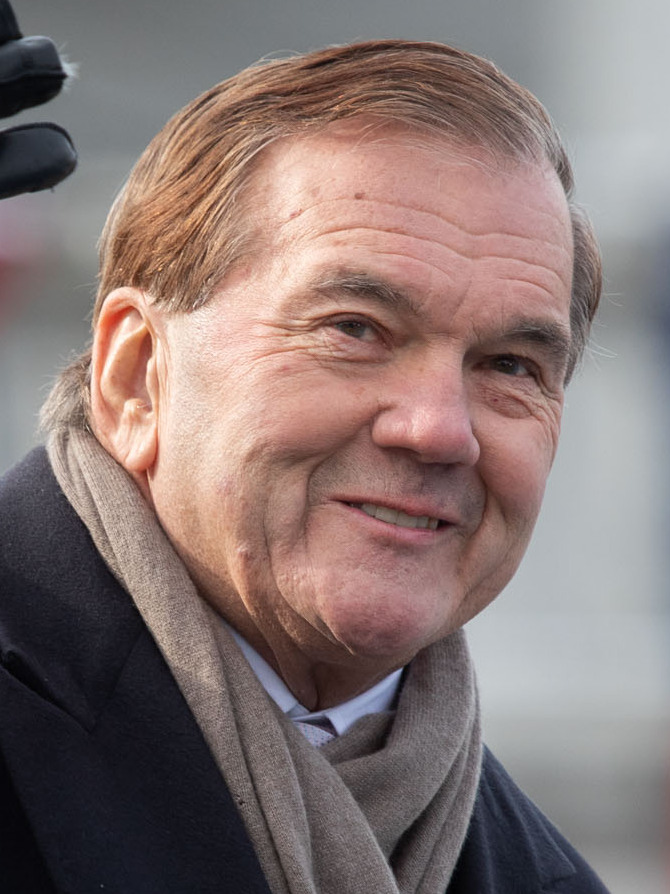
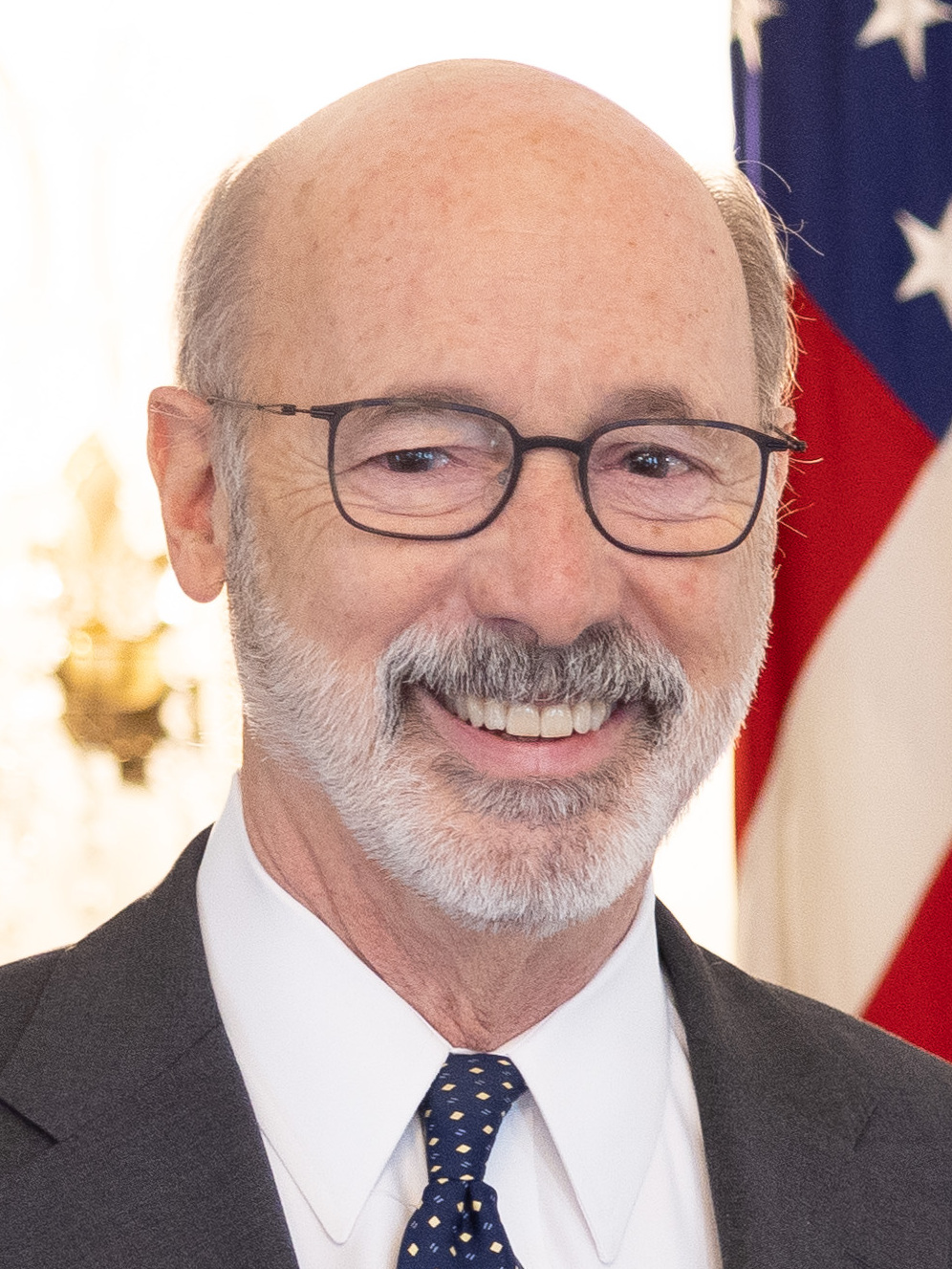

- Tony Evers
de Wisconsin
(2019-presente)[46]
- Phil Murphy
de Nueva Jersey
(2018-presente)[47]
- Jared Polis
de Colorado
(2019-presente)[34]
- Tom Ridge
de Pensilvania
(1995-2001) (Republicano)[48]
- Tom Wolf
de Pensilvania
(2015-2023)[34]

## Se negaron a ser considerados
Los siguientes fueron señalados por los medios como posibles compañeros de fórmula, pero en público o en privado retiraron sus nombres de la consideración. Algunos medios de comunicación dijeron que Whitmer estaba siendo investigada, pero ella lo negó y se negó a ser considerada.

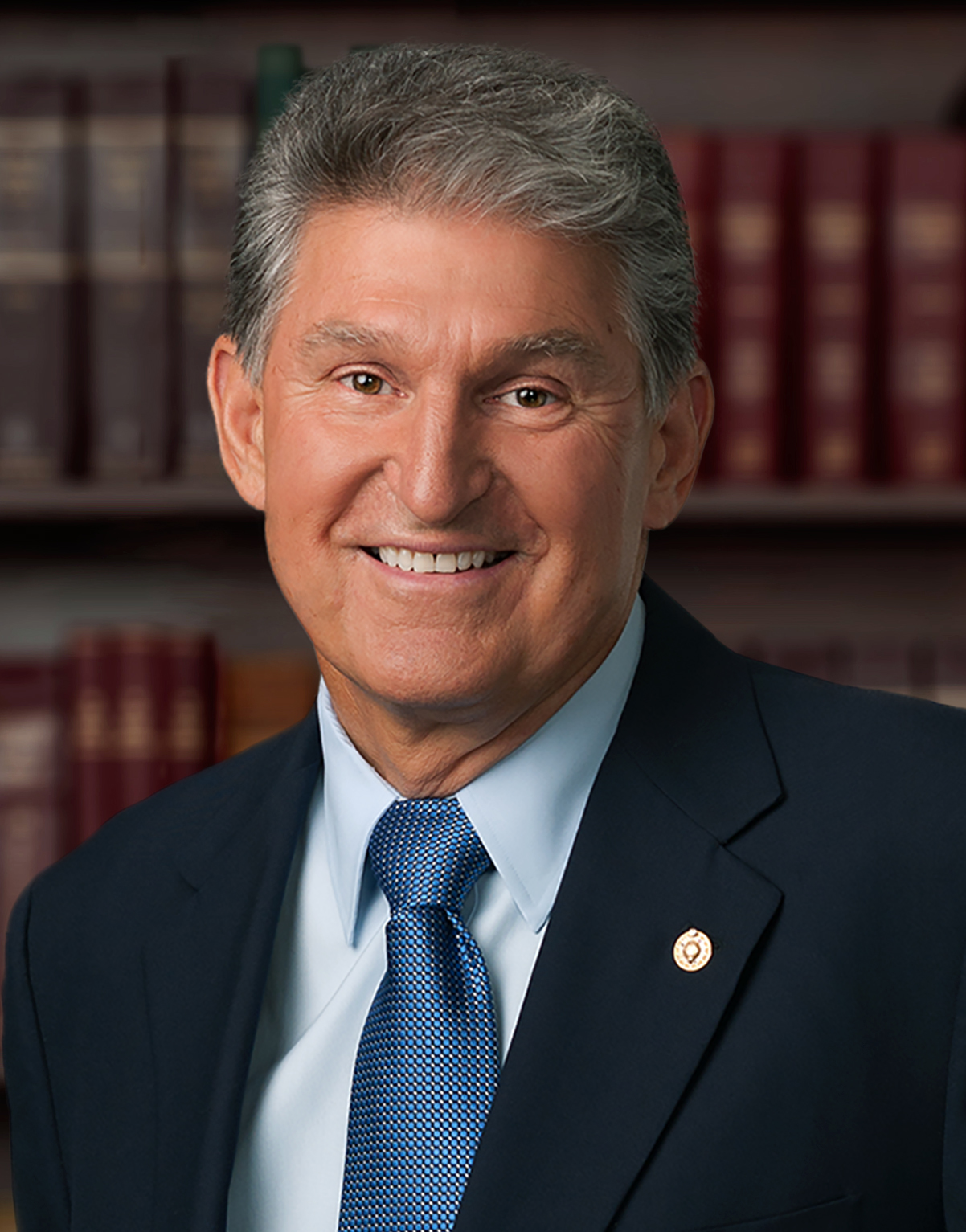
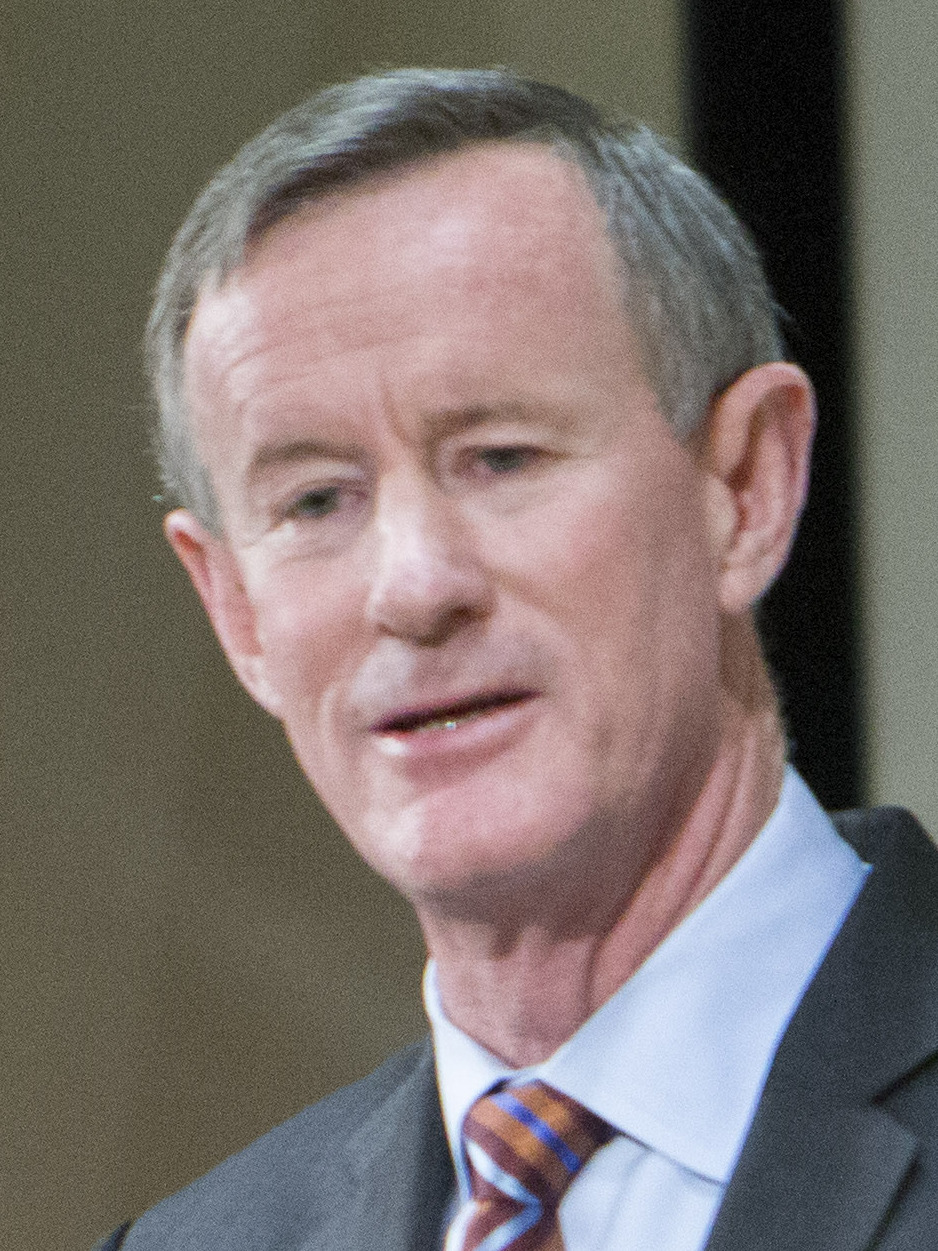
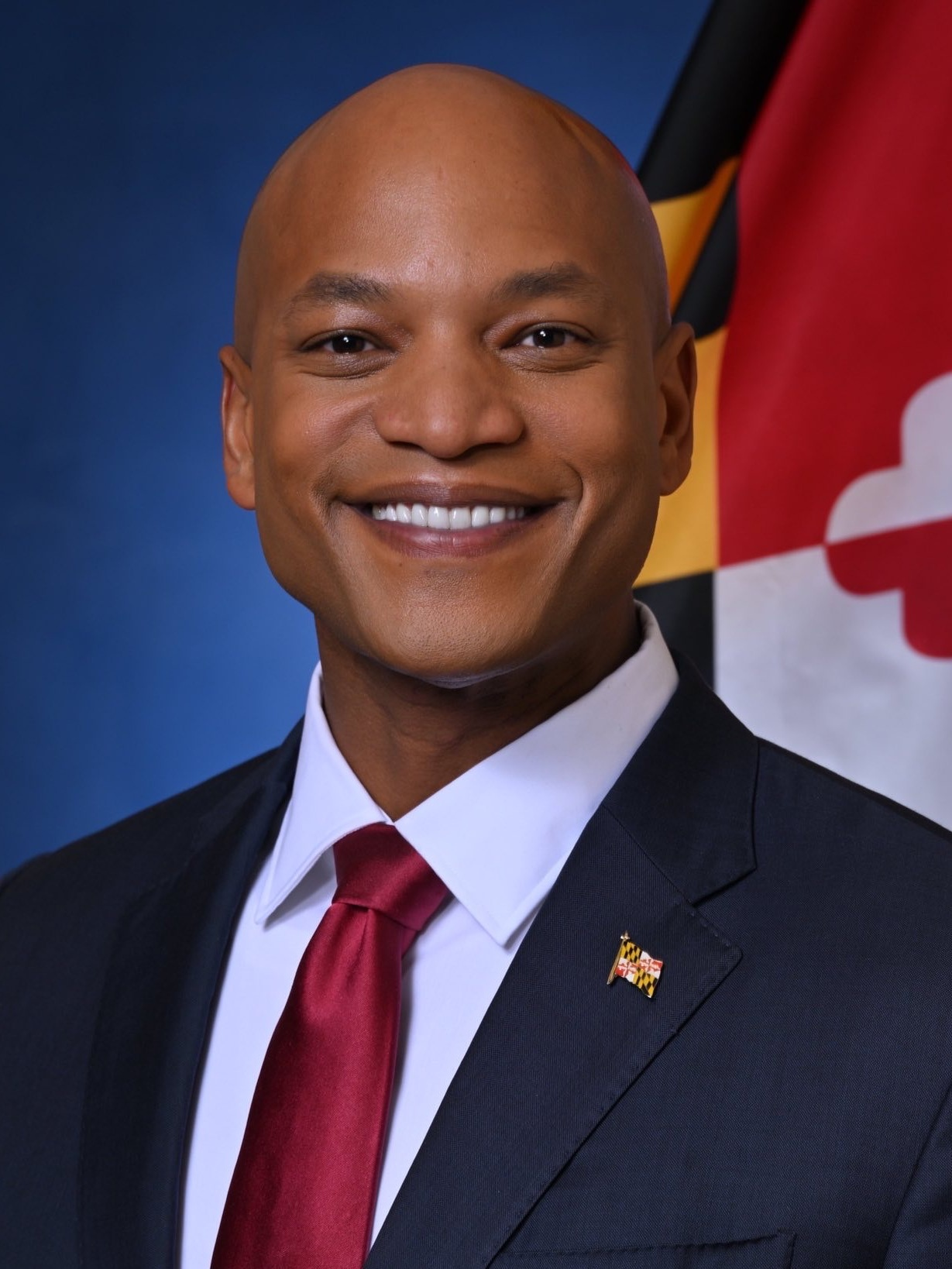
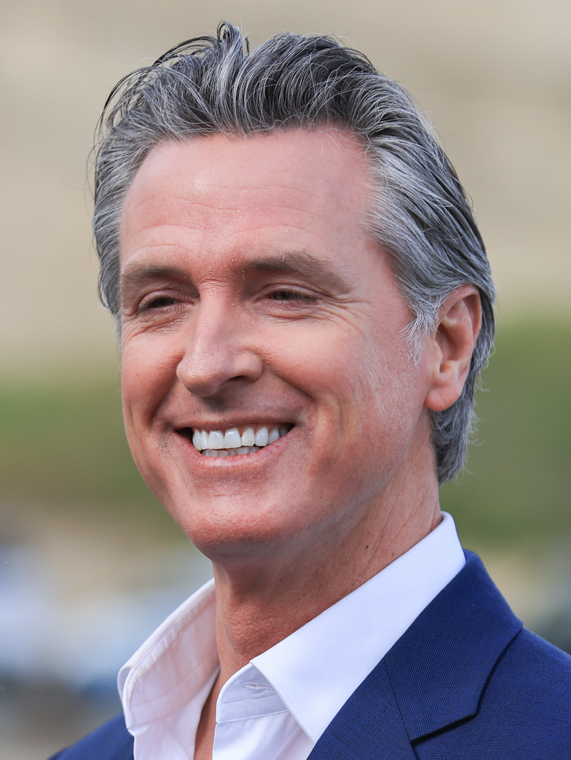
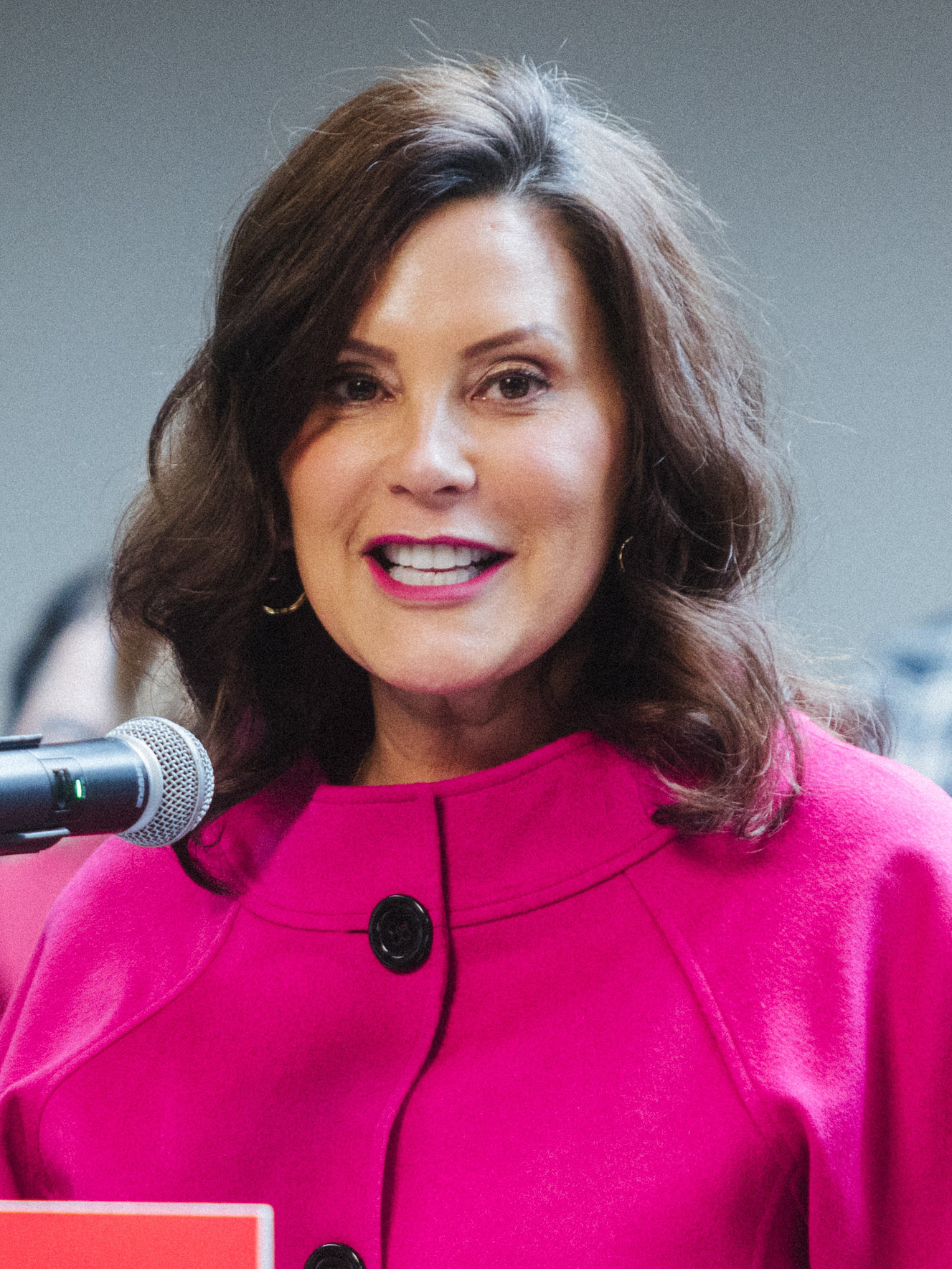

- Senador
Joe Manchin
de Virginia Occidental
(2010-presente)
(Independent)[49]
- Comandante del USSOCOM
William H. McRaven
de Texas
(2011-2014)[50]
- Gobernador
Wes Moore
de Maryland
(2023-presente)[51]
- Gobernador
Gavin Newsom
de California
(2019-presente)[9]
- Gobernadora
Gretchen Whitmer
de Míchigan
(2019-presente)
[38][39]

## Análisis
La selección fue descrita por The New York Times como una guerra subsidiaria entre demócratas progresistas y moderados. Activistas progresistas acusaron a Shapiro y Kelly de ser demasiado conservadores, específicamente en cuestiones laborales y la guerra Israel-Gaza, por lo que respaldaron a Walz. Moderados defendieron a Shapiro, acusando a los progresistas de antisemitismo en sus ataques. Ambas partes aparentemente aceptaban a Beshear. Un artículo de opinión en USA Today dijo que no elegir a Shapiro sería una señal de apoyo a una plataforma progresista, y uno en The Guardian dijo que elegir a Shapiro sería una señal de moderación.